# Grazia Coccia
Grazia Coccia (Fiume, 27 aprile 1948) è una giornalista italiana è stata caporedazione Rai e una delle fondatrici di Radio Milano Centrale.

## Biografia
Nata a Fiume, il 27 aprile 1948, esule con la famiglia in Italia, dopo il liceo classico a Novara inizia a collaborare come giornalista pubblicista a varie testate tra cui il Manifesto. Nella redazione di Per voi giovani realizza reportage radiofonici su temi di attualità in un'epoca di grandi trasformazioni sociali e culturali. Collabora anche alla trasmissione realizzata a Milano Il circolo dei genitori, un programma all'avanguardia sui nuovi rapporti tra genitori e figli scaturiti dalla rivoluzione sessantottina. E come regista alla trasmissione musicale Popoff.

### Nasce Radio Milano Centrale
Nel 1975, insieme a Mario Luzzatto Fegiz, fonda Radio Milano Centrale. Come direttrice dei programmi, struttura il palinsesto della radio con la collaborazione di Rosalba Nannino, Mauro Pagani, Gianni Sassi, Giacomo Pellicciotti, Massimo Villa, Gabriele Porro, Eugenio Finardi e Alberto Camerini. Molta informazione, musica selezionata, programmi e personaggi innovativi sono gli ingredienti del successo di Radio Milano Centrale. Come conduttrice inventa il Giornale delle donne, appuntamento quotidiano che trattava temi legati al nascente movimento femminista, come contraccezione, aborto volontario, sessualità. Colonna sonora le canzoni delle suffragette americane, fatte arrivare direttamente dagli Usa e dalle grandi voci del rock come Janis Joplin. La trasmissione con il maggiore indice di ascolto della radio. (Aldo Grasso, Radio e televisione: teorie, analisi, storie, esercizi, Vita e Pensiero).
Emittente che sorge a Milano all’inizio del 1975 per iniziativa di Mario Luzzato Fegiz (1), Grazia Coccia, Rosalba Mannino (oggi al Tg3 dell'Umbria), Ferruccio Catoretti, Mauro Pagani, Elia Perboni.
La sede era in via in Via Mameli 1 in un appartamento di proprietà di Mario Luzzato Fegiz : ”il trasmettitore era in casa mia, gli studi erano in un altro appartamento, sempre di mia proprietà, nello stesso stabile” ha ricordato Mario Luzzato Fegiz.
Il trasmettitore (di 100 watt) era posizionato in via Pirelli, irradiava i suoi programmi sulle frequenza 101,630 fm mhz, il segnale veniva ripetuto dopo essere stato inviato da via Mameli.
Fra gli altri collaboratori: Gianni Sassi, Delfino Ferrari, Giacomo Pellicciotti, Sante Zavannone, Fiore di Nardo, Massimo Villa, Gabriele Porro.
Molto informazione, musica selezionata, programmi e personaggi innovativi furono gli ingredienti del successo di Radio Milano Centrale, che però, come ha ricordato sempre Luzzato Fegiz, nonostante l’alto numero di ascoltatiri fu origini di gravi perdite economiche.
Per far fronte alle ingenti spese l’emittente si reggeva sul lavoro di molti volontari, la pubblicità era scarsa e la radio si sosteneva con gli occasionali contributi di alcuni sindacati, degli ascoltatori e con forme di bartering con esercenti locali.
La caratteristica principale di Radio Milano fu la programmazione, quasi interamente incentrata sulla musica.
Volo Magico di Claudio Rocchi era la sigla dell’emittente, che trasmetteva musica popolare di sinistra ma anche Napoli Centrale, o ancora Lucio Fabbri, solo per alcuni esempi.
Fra i collaboratori di Radio Milano ricordiamo Michele Cocuzza (poi giornalista alla Rai), Aldo Soleri (poi a Radio Monte Carlo).
Eugenio Finardi conduceva un programma musicale.
“Finardi . - ricorda Luzzato Fegiz – aveva iniziato a suonare imitando con l’armonica e con la voce John Mayall, aveva gravitato attorno a gruppi come gli Stormy Six e gli Area, dopo avere pubblicato un 45 giri in inglese con la Numero Uno nel 1973 aveva inciso per la Cramps l’album Non gettate alcun oggetto dai finestrini con la collaborazione di Alberto Camerini.
Proprio nei nostri studi nacque l’idea della canzone "La Radio".
Il brano nacque quasi per scherzo a richiesta degli ascoltatori di Radio Milano Centrale che chiesero a Finardi,un jingle per l'emittente. Partendo da un ritornello accattivante composto con il violinista Lucio Fabbri, nacque una filastrocca quasi ludica, suonata però con impegno ed evidente divertimento.
“Uscii dalla radio e la canzone mi venne di getto” ha ricordato lo stesso Finardi. Ben presto la canzone divenne l'inno delle nascenti radio libere che contribuirono al suo successo.
Nonostante queste ed altre stupende pagine di storia della radiofonia privata scritte da Radio Milano Centrale, l'emittente costava troppo. 
Fu ad acquisire il marchio e le frequenze di Radio Milano Centrale.
Dalla mansarda di via Mameli la radio si trasferì in corso Buenos Aires, lo studiolo venne chiamato “metro cubo”, era l’inizio del 1976.
Negli anni successivi Radio Milano Centrale tornò a trasmettere sui 101,700 mhz fm. nella zona Nord di Milano, soprattutto musica e i gr di Radio Popolare.
Le trasmissioni con il marchio Radio Milano Centrale, di proprietà della cooperativa Radio Popolare, potrebbero potenzialmente riprendere in qualunque momento.
Fonte Storiaradiotv (2) con nostri inserti. 
Chiusa la parentesi di Radio Milano Centrale, dopo un breve periodo nella redazione di Radio Popolare, torna in Rai.

### Alla Rai per musica e moda
Nel 1977, diventata professionista, entra nella redazione di Milano come redattore ordinario. Dopo la consueta gavetta in cronaca, economia e nella redazione della Domenica Sportiva e di Tutto il calcio minuto per minuto, inizia una proficua collaborazione con il Tg2, prima sotto la direzione di Andrea Barbato, poi di Ugo Zatterin, Alberto La Volpe e Antonio Ghirelli. Caposervizio della redazione Cultura e Spettacoli segue per anni il Teatro alla Scala, anche nelle tournée a Berlino del 1987, ancora divisa dal muro, in Canada, in Corea e Giappone, in Spagna e in Unione Sovietica con La Scala in Urss: concerti a Mosca e a Leningrado nel 1989 diretti dal Maestro Riccardo Muti.

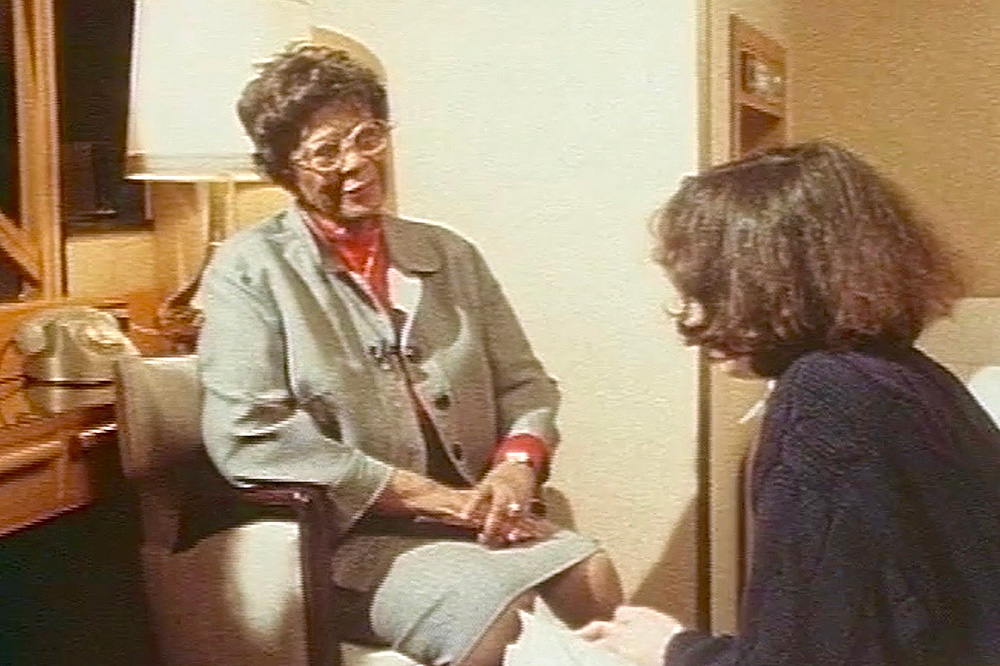
Milano - Maggio 1984 - intervista a Ella Fitzgerald

Oltre alla musica segue la entusiasmante stagione della moda a Milano.
L'esplosione negli anni 80 delle sfilate spettacolo e l'affermazione del primo gruppo di stilisti che 
farà la fortuna del Made in Italy nel mondo. Giorgio Armani, Gianni Versace, Gianfranco Ferrè, Krizia, Missoni, Valentino. A cui seguiranno poi Gucci, Prada, Dolce e Gabbana, Romeo Gigli e tanti altri. Per il Tg2, unica inviata, al festival di San Remo per 10 anni. 
Continua a seguire anche la musica pop, rock e jazz. Intervista tutti i grandi nomi in Italia e all'estero. Da Ella Fitzgerald a Paul McCartney. Da Frank Sinatra a David Bowie

Teatro alla Scala 1984 - Con Giorgio Armani - Foto di Nando Meazza - Fotoreporter Associated Press Milano

i Rolling Stones. È sua l'unica intervista a Bob Marley prima dello spettacolare concerto allo Stadio San Siro di Milano nel 1980.

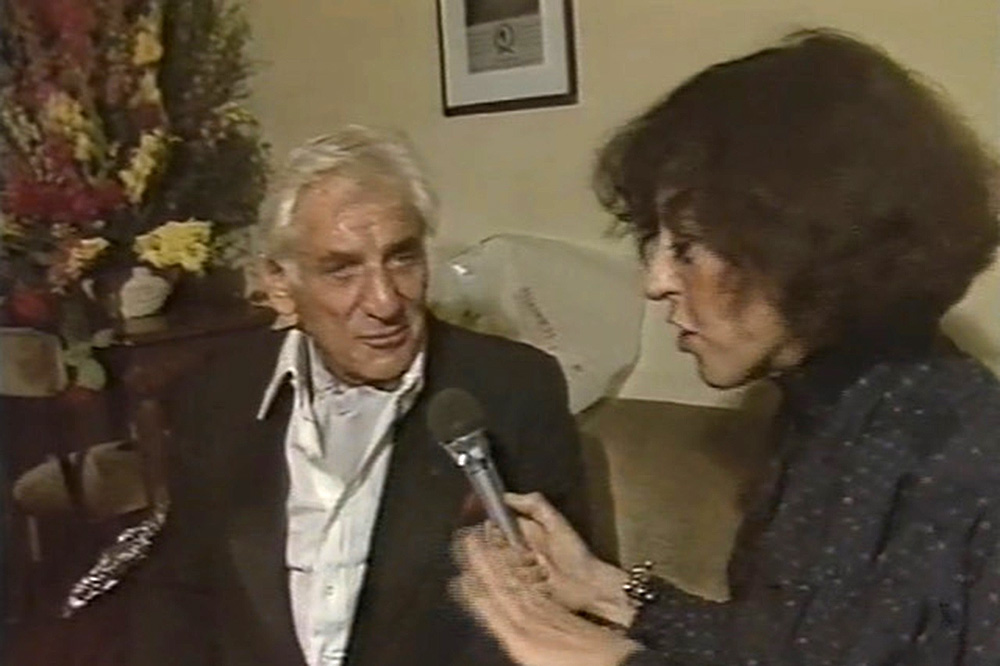
Con il grande compositore e direttore d'orchestra Leonard Bernstein- Teatro alla Scala- Milano - 1984

Negli anni 1999 fa parte della Commissione Musica del Ministero per i Beni e le Attività Culturali. La nomina è da parte della federazione nazionale della Stampa. Ministra Giovanna Melandri dei DS - l'Ulivo.
Incontra e intervista i più grandi direttori d'orchestra e solisti del mondo. Da Leonard Bernstein, a Sir Colin Davis, da Wladimir Horowitz a Zubin Mehta, Lorin Maazel, Carlo Maria Giulini, Riccardo Chailly, Daniel Barenboin, Pierre Boulez, Philip Glass e Michael Nyman. Si occupa anche di cinema e incontra registi come Roman Polanski, e attori come Robert Mitchum, Glenn Ford, Bette Davis, Ali MacGraw, Sophia Loren e Jeanne Moreau.
Segue per i vari Tg e per le rubriche del Tg1 "Primissima" e "Prisma" per gli speciali del TG2 anche l'attività del Piccolo Teatro di Milano, con gli spettacoli capolavoro di Giorgio Strehler e le magnifiche regie di Luca Ronconi con la collaborazione di Gae Aulenti alla Scala. Nel 1990 diventa caporedattore e continua a seguire, con i colleghi della redazione la ricca vita culturale e musicale di Milano.
Partecipa alle edizioni 2003, 2005, 2006 de La Milanesiana, rassegna culturale creata da Elisabetta Sgarbi. Per esempio nel 2006 coordina la "Lunga notte bianca" con Davide Tortorella e nel 2007 con Ivan Cotroneo la serata a cui partecipano lo scrittore Michael Cunningham e il cantante e performer Antony and The Johnsons.

Dal 2000 al 2004 è curatrice e conduttrice della rubrica "Europa" in onda la domenica alle 11,45 su Raitre, subentrando ad Alessandro Feroldi. Un magazine settimanale su temi d'attualità, reportage, cultura e cinema dei vari paesi europei. Una trasmissione di 50 minuti che, nonostante l'orario non proprio felice, ha avuto ottimi ascolti toccando addirittura il milione di spettatori. Nel programma hanno parlato della loro idea di Europa unita tra gli altri Luciano Pavarotti, Ennio Morricone, Paolo Conte, Franco Battiato, Riccardo Cocciante. 

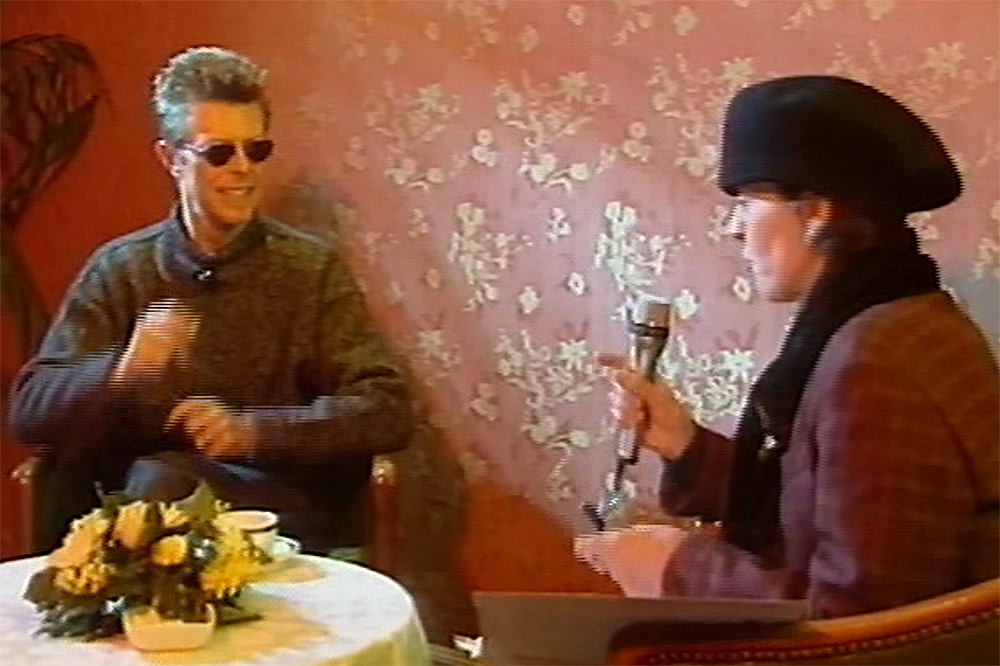
Intervista a David Bowie

Nel 2007 si trasferisce a Roma e lavora alla redazione esteri di Rai International e collabora con alcuni reportage alla Rubrica "Mediterraneo", omologa di "Europa", prodotta dalla redazione di Palermo con servizi da Malta, Tunisia, Sud della Spagna, dall'enclave di Ceuta e Melilla in Marocco, Portogallo e Francia.